# Elias Granath
Elias Granath (Svédország, Borlänge, 1985. szeptember 6. –) profi jégkorongozó.

## Karrier
Komolyabb junior karrierjét a svéd Leksands IF junior tagozatában kezdte 2001-ben. Ezután az U18-as és U20-as csapatban játszott felváltva. 2002–2003-ban bemutatkozhatott a felnőttek között kettő mérkőzésen a Borlänge HF csapatában a divízió-1-ben. 2003-ban képviselte hazáját az U18-as junior jégkorong-világbajnokságon. A 2003-as NHL-drafton a Dallas Stars választotta ki a hatodik kör 196. helyén. A következő bajnoki évben már a svéd legfelső osztályban játszott 38 mérkőzést, de pontot nem szerzett. Ezután a Leksands IF kiesett az első osztályból. Egészen 2009-ig volt a csapat tagja. A 2005-ös junior jégkorong-világbajnokságon is részt vehetett. A 2009–2010-es idényre a Timrå IK-hoz írt alá, mely jelenleg a svéd legfelső osztályban játszó csapat.

## Külső hivatkozások
- Statisztika
- Statisztika